# Werner Buchstaller
Werner Buchstaller (* 4. November 1923 in Rosenheim; † 19. Oktober 1989 in Koblenz) war ein deutscher Verlagsmanager und Politiker. Er leitete von 1949 bis 1959 als Zentralsekretär die Jusos und gehörte von 1961 bis 1980 als Vertreter der SPD dem Bundestag an.

## Leben und Beruf
Nach dem Besuch der Volksschule absolvierte Buchstaller eine kaufmännische Ausbildung, die er mit der Prüfung zum Holzkaufmann abschloss. Er nahm als Soldat am Zweiten Weltkrieg teil, wurde an der Ostfront schwer verwundet und anschließend aus der Wehrmacht entlassen. Seit 1944 arbeitete er wieder in der holzverarbeitenden Industrie.
Nach dem Kriegsende besuchte Buchstaller politische und gewerkschaftliche Akademien in mehreren Ländern. Er wurde im Verlagswesen tätig und war später Geschäftsführer des Jugendforum-Verlags sowie des Deutschen Heimat-Verlags.

## Partei
Buchstaller trat der SPD und den Jungsozialisten bei. Von 1949 bis 1959 war er vom SPD-Parteivorstand als Zentralsekretär und somit Vorsitzender der Jusos eingesetzt. Nach der erstmaligen Wahl eines Bundesvorsitzenden durch Delegierte in der Person von Hans-Jürgen Wischnewski war er unter diesem von 1959 bis 1961 Bundesgeschäftsführer der Jusos. Während dieser Zeit saß er außerdem von 1954 bis 1961 im Präsidium der Internationalen Union Sozialdemokratischer Jugendverbände, war zeitweise Vizepräsident des Europäischen Jugendparlaments und Vorsitzender des Hauses Steineck, einem Institut für staatsbürgerliche Bildung. Buchstaller war Vorsitzender des SPD-Unterbezirks Koblenz, stellvertretender Vorsitzender des SPD-Bezirks Rheinland/Hessen-Nassau und Mitglied im Landesvorstand der SPD Rheinland-Pfalz.

## Abgeordneter
Buchstaller gehörte dem Deutschen Bundestag von 1961 bis 1980 an und war stets über die Landesliste der SPD Rheinland-Pfalz ins Parlament eingezogen. Im Februar 1975 scheiterte er als Kandidat bei der Wahl zum Wehrbeauftragten des Deutschen Bundestags sowohl auf fraktionsinterner, als auch auf parlamentarischer Ebene. Zwischen 1975 und 1976 fungierte er als Vorsitzender des Verteidigungsausschusses, danach bis 1980 als stellvertretender Vorsitzender.

## Ehrungen
- Großes Bundesverdienstkreuz, 1976

## Werke
- Wie arbeitet die kommunistische FDJ? Ein Bericht über den Organisationsaufbau der Freien Deutschen Jugend. Ring Politischer Jugend, Bonn 1951 (gemeinsam mit Helmut Ziegler und Theodor Baarfuss).
- Frohe Fahrt in bessere Zeiten. Bonn 1953.
- Jungsozialistenarbeit 1958–59. Bonn 1959.